# Syrphoctonus preclarus
Syrphoctonus preclarus là một loài tò vò trong họ Ichneumonidae.